# Diecéze sejnyjská
Diecéze Sejny je titulární diecéze římskokatolické církve.

## Historie
Wigry, mezi městy Suwałki a Sejny bylo sídlo diecéze založené 16. března 1799 bulou Saepe factum est papeže Pia VI. z území převzatého z Vilniuské arcidiecéze. Dne 30. června 1818 bulou Ex imposita nobis papeže Pia VII. byly na Vídeňském kongresu upraveny hranice a k diecézi byli přiděleny další tři děkanáty, které patřily k diecézi Płock a sídlo bylo přeneseno do města Sejny. O tři roky později stejný papež svou bulou Sedium episcopalium přesunul sídlo do Augustova kdy získalo také toto jméno.
Dne 28. října 1925 byla diecéze zrušena a území bylo přiděleno k diecézi Łomża.
Dnes je využíváno jako titulární biskupské sídlo; v současné době má titulárního arcibiskupa Jana Romea Pawłowskiho, který je delegátem pro papežskou reprezentaci Státního sekretariátu.

## Seznam titulárních biskupů
- od 2009 Jan Romeo Pawłowski